# Excalibur (programma televisivo)
Excalibur è stato un programma televisivo di attualità e approfondimento giornalistico andato in onda su Rai 2 dal 7 novembre 2002 al 7 giugno 2004 e condotto da Antonio Socci; la regia era di Simonetta Morresi, mentre gli autori del programma erano Giancarlo Giojelli, Paolo Martini e lo stesso Socci.
Collocata nella prima serata del giovedì, con lo scopo di sostituire i programmi di Michele Santoro (allontanato dalla Rai a seguito del cosiddetto editto bulgaro), la trasmissione non seppe replicare il successo ottenuto dai suddetti: fin da subito il riscontro di pubblico fu deludente, con meno di 3 milioni di spettatori in media. Lo stesso Socci fu altresì accusato di faziosità dagli ambienti di opposizione, che lo tacciarono di contiguità col governo guidato da Silvio Berlusconi; il conduttore respinse le accuse.
Col passare delle settimane gli indici d'ascolto continuarono a rimanere residuali e si intensificarono gli attacchi a Socci per il proprio stile di conduzione: in particolare nella puntata andata in onda l'11 dicembre 2003 e dedicata alla fecondazione assistita, il presentatore incalzò con veemenza gli ospiti Daniele Capezzone e Giovanna Melandri, spingendo quest'ultima ad abbandonare il collegamento e l'allora esponente radicale ad apostrofarlo ironicamente col nome di Michele (in riferimento a Santoro). Le polemiche seguite allo scontro (tra gli altri, Aldo Grasso scrisse sul "Corriere della Sera" di ritenere Socci «inadeguato» alla conduzione di un talk show di prima serata) spinsero i vertici Rai e gli organi di garanzia ad intervenire: la presidente dell'azienda Lucia Annunziata chiese a Socci di scusarsi, mentre il presidente della Commissione di Vigilanza Claudio Petruccioli definì il presentatore «arrogante e incivile».
Il programma fu quindi sospeso per tre mesi, tornando in onda (spostato al lunedì) l'8 marzo col titolo di Excalibur luned'Italia. Lo spostamento cooperò a deprimere ulteriormente gli ascolti, che il 3 maggio 2004 toccarono il record negativo del 3,42% di share, pari a soli 934.000 spettatori collegati; l'ultima puntata fu trasmessa il successivo 7 giugno.